# Лі Дею
Лі Дею (李德裕, 787 —26 січня 850) — китайський поет, письменник, державний діяч часів династії Тан.

## Життєпис
Народився у 787 році. Походив з родини високопосадовців. Був сином Лі Цзіфу, імперського канцлера. Отримав гарну освіту. За часів правління імператора Цзін-цзуна став очільником клану Лі у протистоянні з кланом Ню. Втім на той час останні на чолі з Ню Сенжу здобули перевагу й Лі Дею відправили у віддалену провінцію.
Після того, як владу перебрав Вень-цзун вплив родини Лі при дворі знову повертається. Лі Дею у 833 році стає одним з канцлерів імперії. Згодом бере участь у змові проти євнухів. Після її невдалого завершення на деякий час втрачає посаду. В цей час постраждали також представники роду Ню. Втім вже у 840 році новий імператор У-цзун знову призначає Лі Дею канцлером імперії. Фактично за період правління цього імператора Лі Дею перебрав на себе владу. За його ініціативи була підготовлена військова кампанія проти уйгурів. Згодом також він організував успішні походи проти бунтівних військових намісників (цзєдуши) на півночі країни. У внутрішній політиці Лі Дею багато зробив для подолання корупції та приборкав вплив євнухів. За ці успіхи отримав титул Вей-гуна. Йому у 845 році імператор доручив проведення конфіскацій буддистських монастирів, їх майна та земель.
Деякий час Лі Дею зберігав посаду й при наступному імператорі Сюань-цзуні, але у 847 році був понижений на посаді та засланий військовим радником очільника префектури Чао (сучасний Чаочжоу, Гуандун). Восени 848 року його заслали до префектури Яі (сучасний Хайкоу, Хайнань), де Лі Дею помер 26 січня 850 року.

## Літературна діяльність
був талантовитим письменником-есеїстом. До його доробку належать 3 великих збірки есе: перша — збірка оповідей, де описано походи проти уйгурів, битви з ним (складалася з 20 сувоїв-цюней); друга — «Старовинні розповіді Лю» у 1 сувою-цзюня; третя — «Південно-західні записи» з 13 сувоїв-цзюаней.
Також Лі Дею був талановитим поетом. Більшу частину віршів склав, перебуваючи на о.Хайнань. До збірки віршів Хайнань входило 16 великих віршованих творів. Головна тема — опис навколишньої природи, міст, мандрівки островом.